# Shelley McNamara
Shelley McNamara (née à Lisdoonvarna en 1952) est une architecte et universitaire irlandaise. Elle a fondé Grafton Architects avec Yvonne Farrell en 1978 . Elle a pris de l'importance au début des années 2010, se spécialisant dans les bâtiments rigides, lourds mais spacieux pour l'enseignement supérieur. McNamara enseigne l'architecture au University College Dublin depuis 1976 et dans plusieurs autres universités.
La technique de Grafton a reçu la médaille d'or royale 2020  et leur bâtiment pour l'Universidad de Ingeniería y Tecnología à Lima, au Pérou, a reçu le prix international RIBA 2016, comme le meilleur nouveau bâtiment au monde de cette année-là. McNamara et Farrell ont partagé le prix Pritzker 2020, la plus haute distinction d'architecture,.

## Carrière

### Grafton Architects
En 1978, avec Yvonne Farrell, McNamara a fondé Grafton Architects à Dublin, le nom étant issu de Grafton Street. En 2017   , le cabinet employait 25 personnes, McNamara et Farrell dirigeant les conceptions.
Leur technique utilise des matériaux lourds, dont la pierre et le béton, pour former des bâtiments spacieux facilitant les interactions entre les gens. McNamara  définit son approche de l'architecture : « plutôt que de penser à un espace et ensuite de trouver une structure, nous réalisons une structure  qui, à son tour, fait un espace »  et « le plaisir en architecture est la sensation du poids supporté ou soutenu ».
Le duo s'est spécialisé dans les bâtiments pour l'enseignement supérieur, et a conçu des bâtiments pour les universités de Toulouse, Limerick et Londres,. Il s'agit  de bâtiments d'enseignement, des écoles de médecine et des logements pour étudiants . Un bâtiment pour l'Université Bocconi à Milan, achevé en 2008 a retenu l'attention internationale . Leur bâtiment le plus célèbre est celui de  l'Universidad de Ingeniería y Tecnología au Pérou, qui a remporté le prix international RIBA de 2016, comme meilleur nouveau bâtiment au monde de cette année-là.
Des dizaines de bâtiments ont été réalisés avec la même méthode en Irlande, à des fins résidentielles et commerciales ainsi que pour l'enseignement supérieur .

### Académie
À partir de 1976, McNamara travaille comme professeur  à l'École d'architecture de l'UCD. Après avoir obtenu le diplôme de l'University College de Dublin, McNamara y enseigne entre 1976 et 2002 avec Yvonne Farrell. En 2015, McNamara  devient professeur adjoint à l'UCD.
En plus de l'UCD, McNamara devient professeur invité à l'Université d'Oxford Brookes, à l' Accademia di Architettura di Mendrisio (2008-2010), à Oslo et à l'École polytechnique fédérale de Lausanne (2010-2011). Elle devient professeur titulaire à Mendrisio en 2013. En 2010, McNamara  occupe la Chaire Kenzo Tange à la Harvard Graduate School of Design et  à l' automne 2011, la Chaire Louis Kahn à l'Université de Yale. Elle est examinatrice externe à l'Université de Cambridge et à la London Metropolitan School of Architecture. McNamara  donne en parallèle de nombreuses conférences dans les écoles d'architecture européennes et américaines.

### Publications
McNamara  publie en 2014 en collaboration avec Yvonne Farrell le livre Dialogue and Translation: Grafton Architects . Ce livre décrit le travail de son cabinet, les réflexions architecturales et comporte une collection de conférences données à la Graduate School of Architecture, Planning and Preservation de l'Université Columbia avec un commentaire critique de Kenneth Frampton.

## Travaux
- 2006: Solstice Arts Centre, Navan, Co.Meath, Irlande[11].
- 2008: Waterloo Lane Mews, Dublin 4, Irlande[12].
- 2008: Drogheda Fire and Rescue Services Station, Drogheda, Irlande.
- 2012: University of Limerick Medical School, Limerick, Irlande[13].
- 2014: Memory / Grafton Architects, with the collaboration of ELISAVA for 300 Years of Catalan Spirit, Espagne[14].
- In progress:  London School of Economics (LSE) shortlist for the new Global Centre for Social Sciences (GCSS) in London's Aldwych.
- 2015: University Campus UTEC Lima, Perou.
- 2016: Competition Winner for The Paul Marshall Building - London School of Economics 44 Lincoln's Inn Fields, Londres.
- 2018: Curators of 2018 Venice Architecture Biennale FREESPACE / Grafton Architects, Italy[15].
- 2019: Université Toulouse 1 Capitole, Toulouse, France.

## Prix et expositions
- Prix du Bâtiment Mondial de l'Année, 2008 à Grafton Architects pour le bâtiment de l'Université Bocconi à Milan, Italie[16],[17].
- Architecture as New Geography, Silver Lion Award à la Biennale de Venise Common Ground Exhibition, 2012[18].
- École de médecine de l'Université de Limerick et abribus Pergola, présélectionné pour le prix RIBA Stirling, 2013[19].
- University of Limerick Campus exposé au salon Sensing Spaces à la Royal Academy[20].
- Sélectionnée pour les AJ Women in Architecture Awards 2014, 2014[21].
- Grafton Architects a remporté le quatrième prix Jane Drew, 2015, pour leur forte influence sur la profession[22].
- Prix international RIBA, 2016, pour l'Universidad de Ingeniería y Tecnología, Lima, Pérou[23].
- Nommé conservateur de la 16e Biennale d'architecture de Venise en 2018 [24]
- Doctorat honorifique du Trinity College de Dublin, 2019[25].
- Lauréat du prix d'architecture Pritzker en 2020, partagé avec Farrell[5],[1].

McNamara est membre du Royal Institute of the Architects of Ireland et membre honoraire du Royal Institute of British Architects. Elle est la première architecte à être élue membre d'Aosdána, une association d'artistes irlandais.